# Zilora elongata
Zilora elongata är en skalbaggsart som beskrevs av J.Sahlberg 1881. Zilora elongata ingår i släktet Zilora, och familjen brunbaggar. Arten har ej påträffats i Sverige.